# Leptolalax bourreti
Espèce
Statut de conservation UICN

 DD  : Données insuffisantes
Leptolalax bourreti est une espèce d'amphibiens de la famille des Megophryidae.

## Répartition
Cette espèce est endémique du mont Phan Xi Păng dans le nord du Viêt Nam. Sa présence est incertaine en Thaïlande.

## Étymologie
Son nom d'espèce lui a été donné en l'honneur de René Léon Bourret, géologue et zoologiste français.

## Publication originale
- Dubois, 1983 : Note préliminaire sur le genre Leptolalax Dubois, 1980 (Amphibiens, Anoures), avec diagnose d'une espèce nouvelle du Vietnam. Alytes, vol. 2, no 4, p. 147-153.